# Justicia orbicularis
Espèce
Statut de conservation UICN

 VU A2c : Vulnérable
Justicia orbicularis (Lindau) V.A.W.Graham est une espèce de plantes à fleurs de la famille des Acanthaceae et du genre Justicia, présente au Cameroun, au Nigeria et en Guinée équatoriale.

## Distribution et habitat
On la trouve dans les forêts de basse altitude, entre 0 et 700 m, souvent le long des cours d'eau.

Au Cameroun elle a été collectée dans la région du Sud-Ouest (monts Bakossi, Kumba), dans la région du Centre près de Yaoundé, dans la région du Sud (Ebolowa-Ambam) et dans celle du Littoral (Bafang-Yabassi).

Au Nigeria on la trouve dans l'État de Cross River et en Guinée équatoriale sur l'île de Bioko.
On estime la perte de son habitat à environ 30% en 30 ans : elle est classée « vulnérable » (VU) sur la liste rouge de l'UICN.